# ラックレント城
『ラックレント城』(英語: Castle Rackrent)はマライア・エッジワースによる1800年の短編小説。
作者のこの他の作品は、その多くが父親のリチャードによる大規模な「編集」を出版前に施されているが、『ラックレント城』については作者の本来の意図に近い形で出版されている。
エッジワース家はこの本が1800年の合同法へのイギリス人の熱意を損なうのではないかと危ぶみ、この影響を軽減するためにイギリス人の語り手による前書き・用語集・脚注を出版の直前になって追加している。
『ラックレント城』の主要な材源の一つは『エッジワースタウン黒書』(英語: The Black Book of Edgeworthstown)と呼ばれるエッジワース家の年代記であり、これには『ラックレント城』におけるものと類似した、エッジワース家の裁判闘争が記録されている。

## 評価
『ラックレント城』は、初の歴史小説、英語で書かれた初の地域小説、初のアングロ・アイリッシュ小説、初のビッグハウス小説、初のサーガ小説と見なされる事がある。
W・B・イェイツは、『ラックレント城』を「英語で書かれた最も刺激的な年代記のひとつ」と評した。
エッジワースと知り合って文通を続けていたウォルター・スコットは、『ラックレント城』に刺激を受けて書いたのが『ウェイバリー』シリーズであると語っている。
「私の素晴らしい友人の諸作品に通底する豊かなユーモア・哀愁・当意即妙の感覚を厚かましくも模倣しようとしなくても、エッジワース女史がアイルランドのために幸運にも成し遂げたこと――つまりアイルランド生まれの人々をその姉妹王国生まれの人々に、これまでよりも好意的に紹介すること――と同じ種類の何かを、自分も祖国(スコットランド)の為に成し遂げられるのではないかと感じたのです」